# Li Kochman
Li Kochman (18 de abril de 1995) é um judoca israelense.

## Carreira
Kochman esteve nos Jogos Olímpicos de Verão de 2020 em Tóquio, onde conquistou a medalha de bronze no confronto por equipes mistas como representante de Israel, conjunto de judocas que derrotou o time russo. Em 2019, ele ganhou uma medalha de prata nos Jogos Europeus em Minsk.